# Morten Gunnar Larsen
Morten Gunnar Larsen (född 1 oktober 1955) är en norsk pianist som har specialiserat sig på ragtime och tidig jazz. Larsen är utbildad vid Norges Musikkhøgskole. 1975 gav han ut sin första soloplatta, Classic Rags and Stomps, som han fick Spellemannprisen för året efter. Ophelia Ragtime Orchestra grundades av Larsen 1977.

## Utmärkelser
- Buddyprisen (1992)[4]